# جورجا مول
جورجا مول (انگلیسی: Giorgia Moll؛ زادهٔ ۱۴ ژانویهٔ ۱۹۳۸) یک هنرپیشه اهل ایتالیا است.
از فیلم‌ها یا برنامه‌های تلویزیونی که وی در آن نقش داشته است می‌توان به تحقیر، شیطان عاشق اشاره کرد.